# Storholmen
Ne doit pas être confondu avec Storholmen (Bergen), Storholmen (Etne), Storholmen (Fusa), Storholmen (Kvinnherad), Storholmen (Lindås), Storholmen (Masfjorden), Storholmen (Osterøy), Storholmen (Stord) ou Storholmen (Sveio).
Storholmen est une île norvégienne du comté de Hordaland appartenant administrativement à Fjell.

## Description
Rocheuse et pratiquement désertique, elle s'étend sur environ 185 m de longueur pour une largeur approximative de 90 m. Elle compte une habitation. 